# Vitpil
Vitpil (Salix alba) är ett snabbväxande lövträd i familjen videväxter. Den kan bli upp till 20 m hög. Namnet kommer av att de nya bladen täcks av mycket fina, mjuka hår som ger dem en blekvit färg. Senare blir de gröna med blågrön undersida. De lansettlika löven (dvs. smala och spetsiga) är typiskt 5–10 cm långa och 1–1,5 cm breda, med inga eller mycket små tänder längs kanterna. Skotten är bruna till grönbruna. Blommorna (videhängen) visar sig tidigt på våren. Vitpilen är tvåbyggare, vilket innebär att hon- och hanblommorna sitter på olika träd.
Varianter på vitpilen är vanlig vitpil (Salix alba var. alba) och silverpil (Salix alba var. sericea Gaudin).
Arten förekommer i Sverige framför allt odlad, upp till södra Mellansverige, men kan ibland också förvildas. Varianten Salix alba caerulea odlas i Storbritannien för produktion av slagträn för kricket. Dess trä är starkt och lätt och har hög motståndskraft mot att spricka upp. 
Arten förekommer i nästan hela palearktiska och nearktiska regionen inklusive Algeriet och Marocko samt Kazakstan och norra Kina. Vitpil hittas oftast vid vattenansamlingar som insjöar, våtmarker, dammar och vattendrag.
Trädet planterades i flera regioner som prydnadsväxt. För beståndet är inga hot kända och hela populationen anses vara stabil. IUCN listar arten som livskraftig (LC).

## Galleri

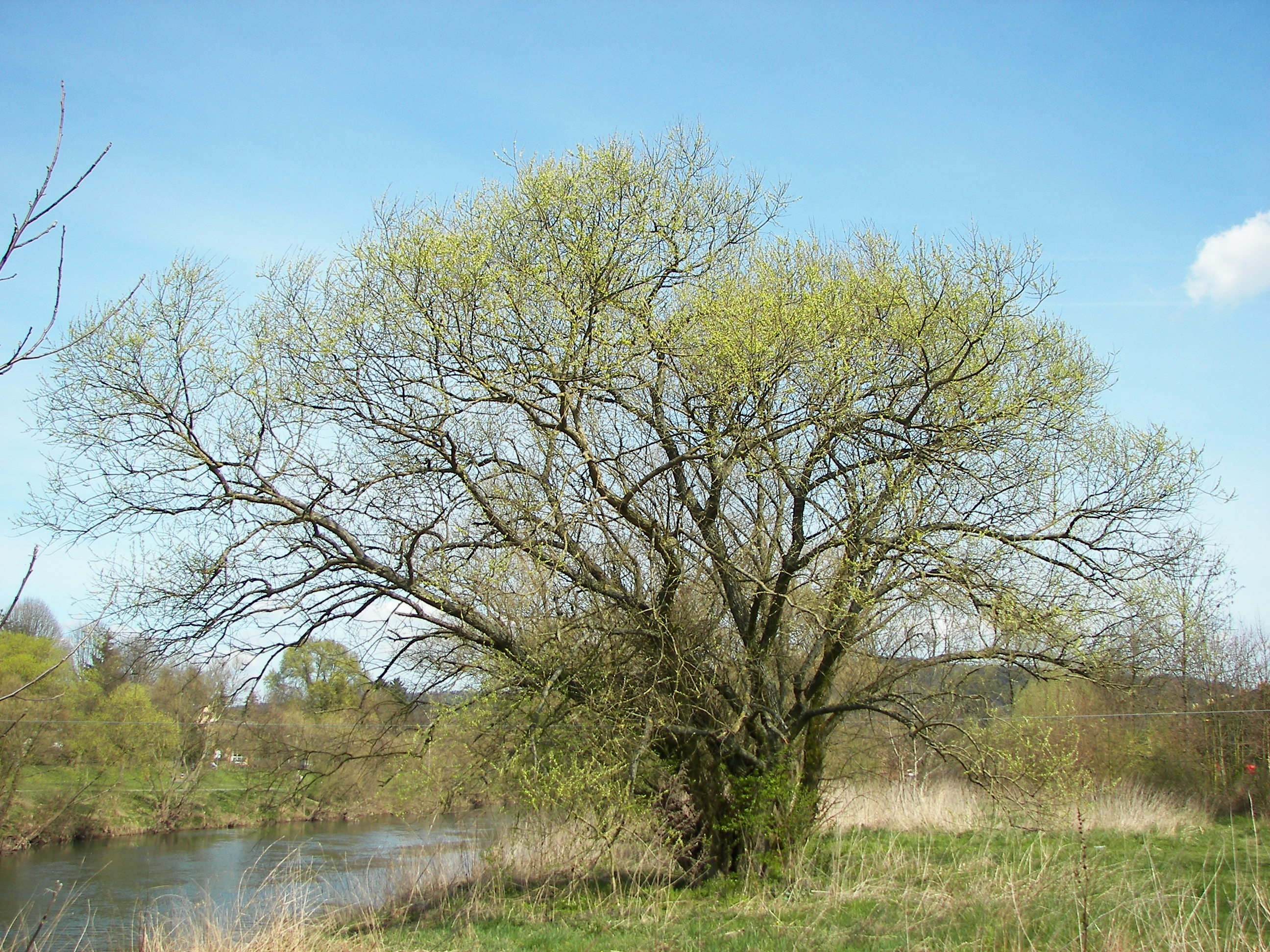
Vitpil i Marburg, Tyskland.
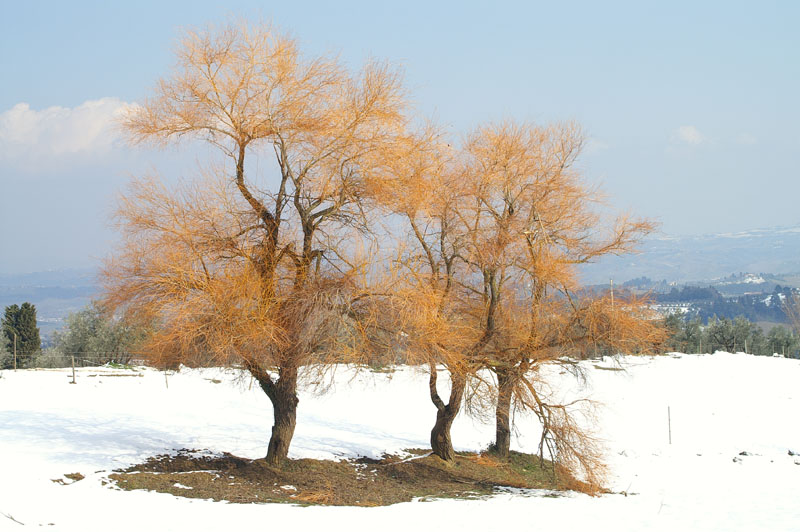
Salix alba om vintern, Montaione, Italien.
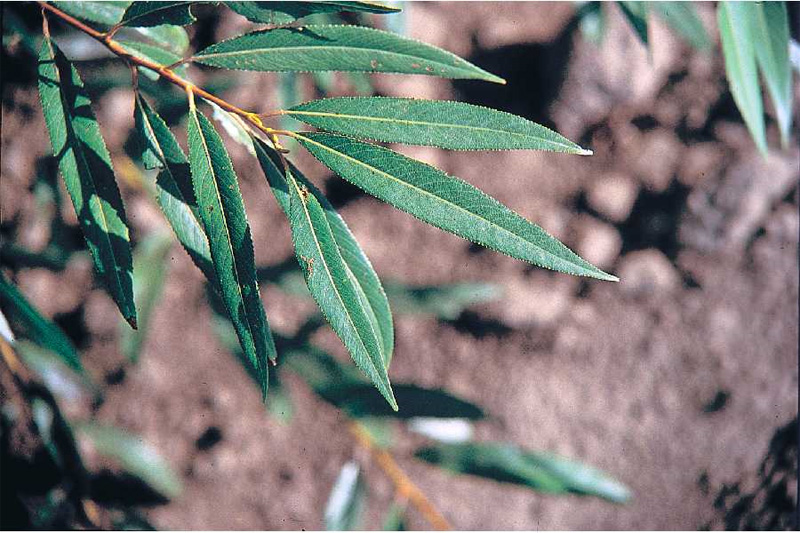
Blad av Salix alba 'Vitellina'.
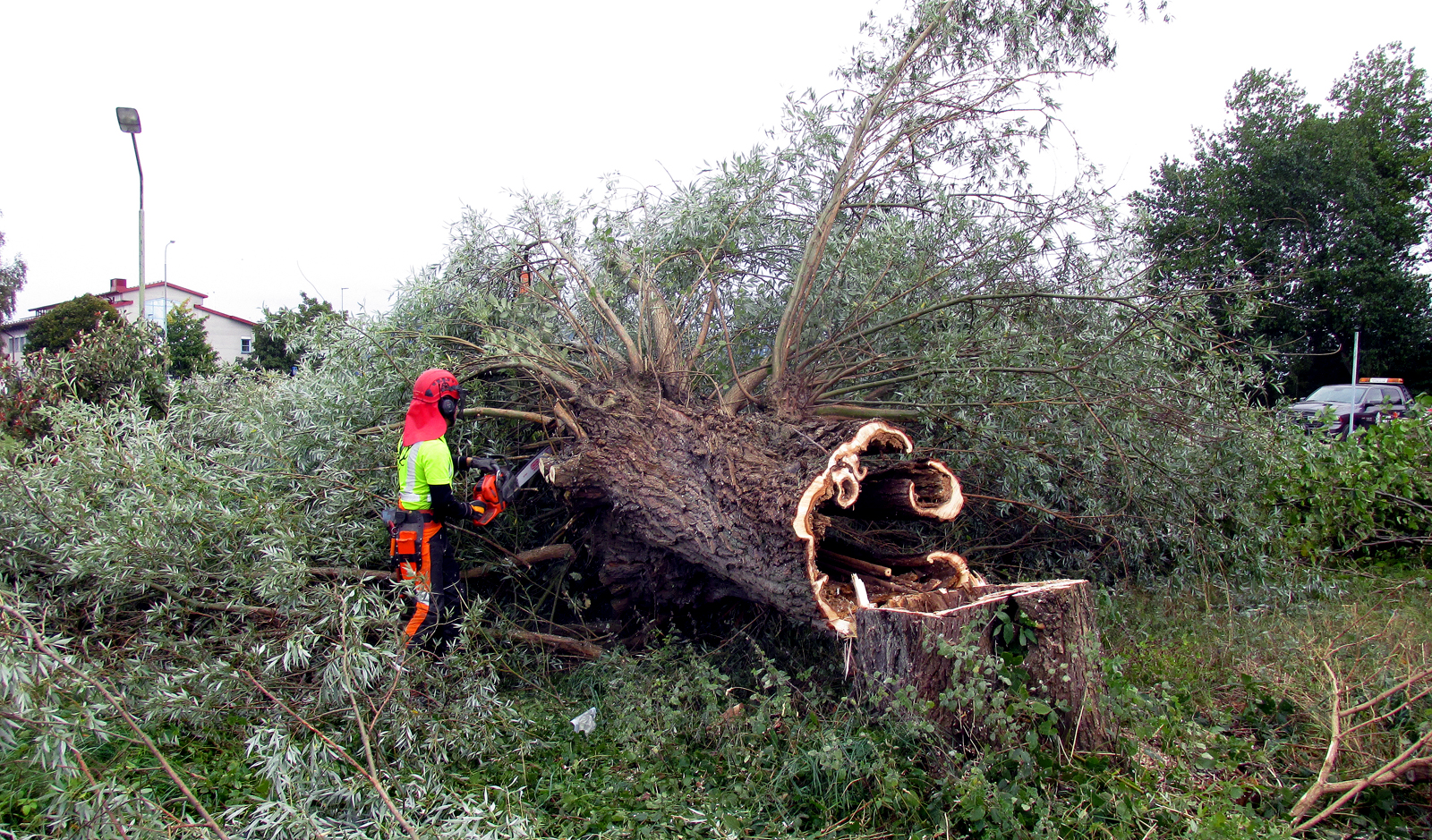
En gammal pil har fällts vid Revhusen i Ystad.